# Пифия
Пи́фия (др.-греч. Πῡθία, лат. Pythia) — в Древней Греции жрица-прорицательница Дельфийского оракула в храме Аполлона в Дельфах, расположенного на склоне горы Парнас. Именование Пифия происходит от змея Пифона (др.-греч. Πύθων), охранителя Дельфийского оракула до занятия его Аполлоном, сразившим змея стрелами.

## Культ

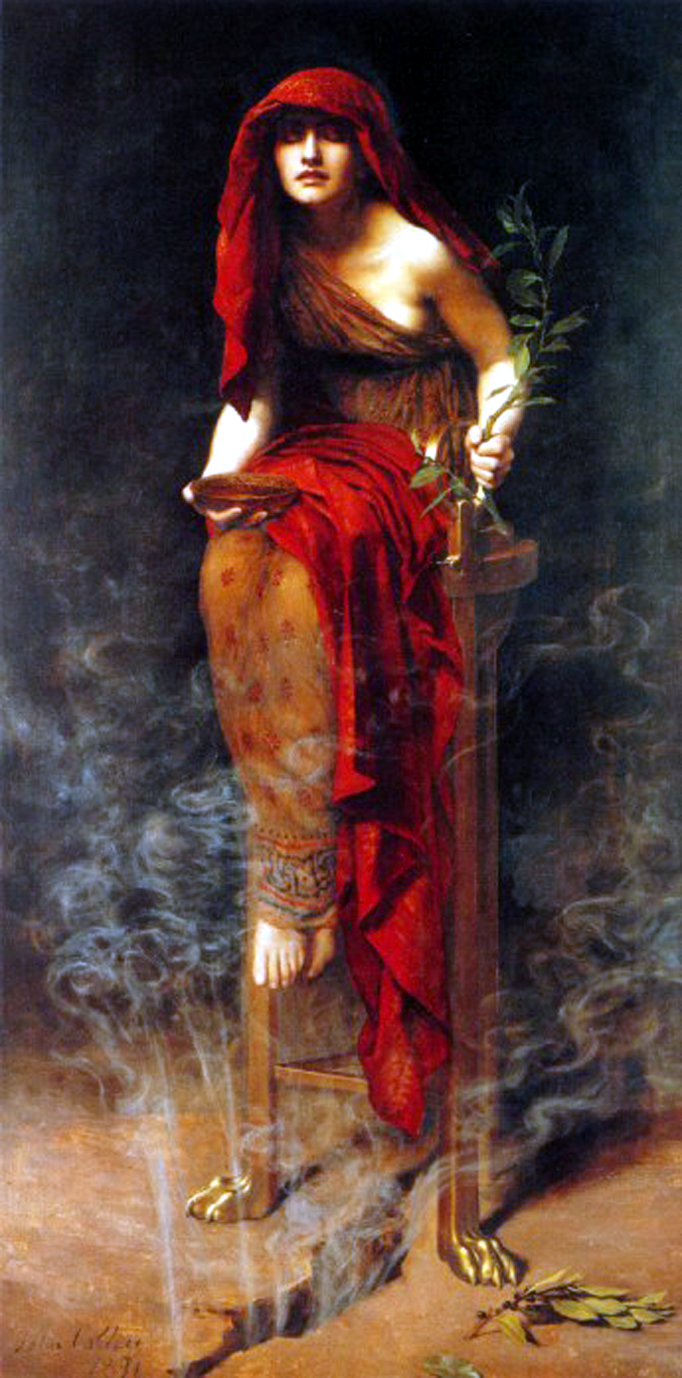
Джон Кольер. Дельфийская пифия

Дельфийский оракул был основан в VIII веке до н. э. и просуществовал до 393 года н. э., когда император Феодосий I приказал уничтожить языческие храмы. На протяжении всего своего существования он был самым авторитетным, и просить пророчества сюда приходили люди со всей Греции, в их числе, например, даже Александр Македонский.
Согласно античным описаниям, при дельфийском святилище в древние времена, когда обращались к оракулу, по-видимому, лишь один раз в год, было две пифии и одна их заместительница. Впоследствии, при более частом вопрошении оракула, была лишь одна пифия. Пифия была жрицей, избранной среди сенситивов из низших слоёв и помещённой в храм, где у неё, отрешённой от мирской жизни, развивали её пророческие способности. Она готовилась к прорицанию трёхдневным постом и омовением в Кастальском источнике. Перед прорицанием надевала роскошную одежду, возлагала лавровый венок на голову, пила воду источника Кассотиды и жевала лист священного лавра. Затем она садилась на колоссальный треножник (изготовленный из жёлтой меди, по другому варианту -  из золота), стоявший над расселиною скалы, и, впадая в экстаз от одуряющих паров, пророчествовала. Пары эти были вредны. Известен один случай, когда пифия, соскочив с треножника, упала в бесчувствии и умерла. Согласно описанию толкового словаря Л. П. Крысина, «восседавшая над расщелиной скалы, откуда поднимались одурманивающие испарения, и произносившая под их воздействием бессвязные речи, которые истолковывались жрецами как прорицания, пророчества».
Некоторые учёные нового времени скептически относились к подобным описаниям.
Пифия произносила чаще всего бессвязные слова, которые облекались дельфийскими жрецами в форму прорицаний Аполлона, или же в гекзаметр, переставлялись и толковались жрецами и передавались затем в неясных, туманных или двусмысленных выражениях вопрошавшим оракула. Отсюда пошло выражение (устар.) «говорит как пифия» — знач. говорить темно, двусмысленно.
Её прорицания разным героям неоднократно упоминаются в мифах.
По одному из мифов, она отказалась дать ответ Гераклу, но затем согласилась.
Действующее лицо трагедии Эсхила «Эвмениды», трагедии Еврипида «Ион».

## Интересные факты
- В честь пифии назван астероид (432) Пифия, открытый в 1897 году.
- Ариека — главная героиня романа Уильяма Голдинга «Двойной язык» становится пифией.
- Устаревшее и неправильное употребление в широком смысле, согласно словарю Вебстера, «любая женщина, которая считается обладающей даром предсказания, — ведьма»[3].
- В качестве имени собственного Пифия используется в русской версии перевода кинотрилогии «Матрица», где так зовут героиню-оракула.
- Пифии - сотрудницы НИИЧАВО в повести братьев Стругацких Понедельник начинается в субботу. В Институте пифии не практикуют. Они очень много курят и занимаются общей теорией предсказаний.

## Галерея

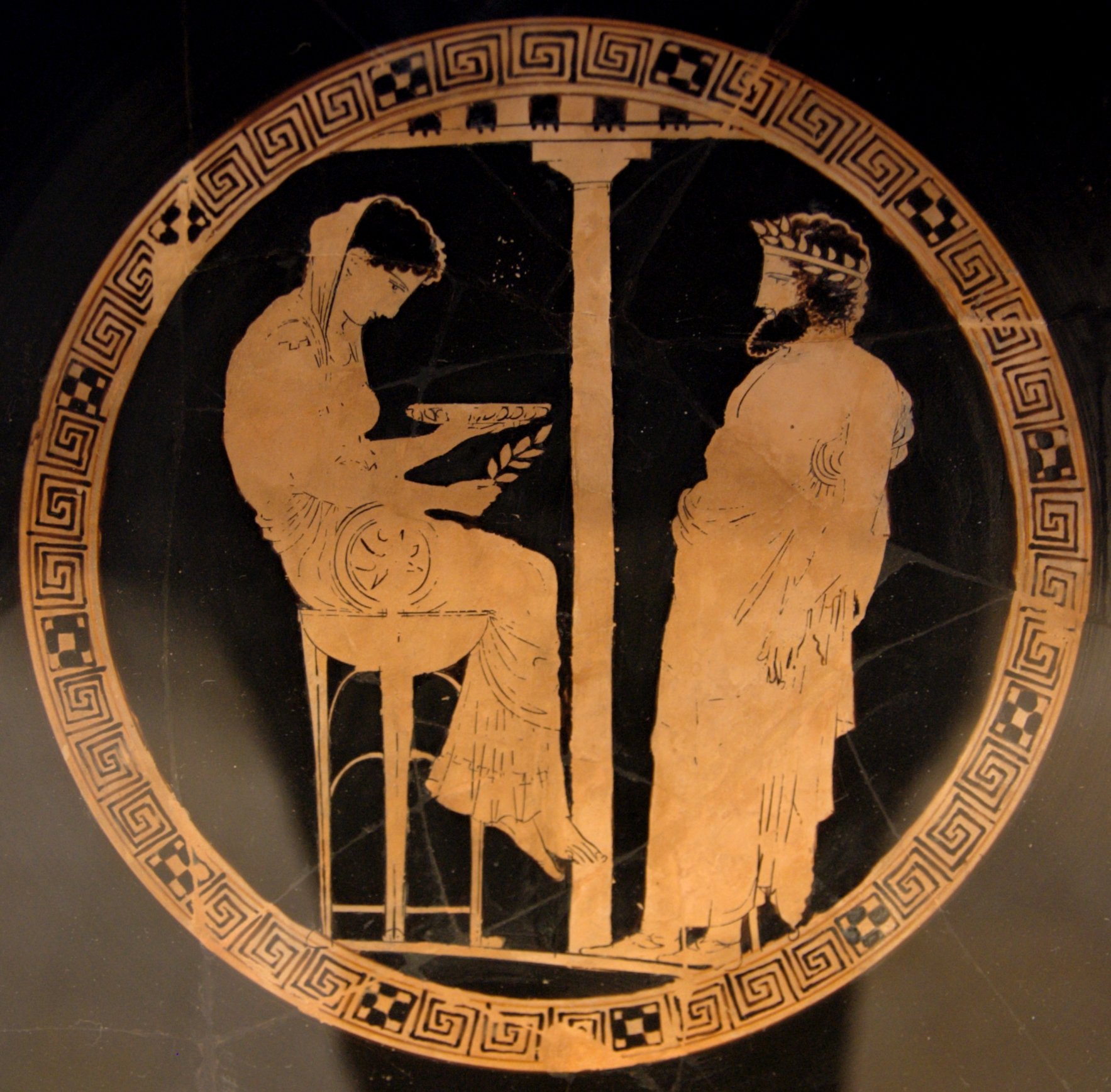
Фемида в роли Пифии вещает Эгею (аттич. килик, ок. 440—430 гг. до н. э.)
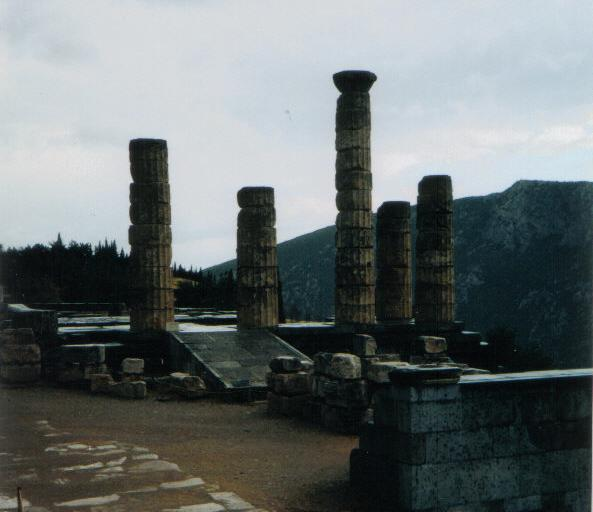
Руины в Дельфах
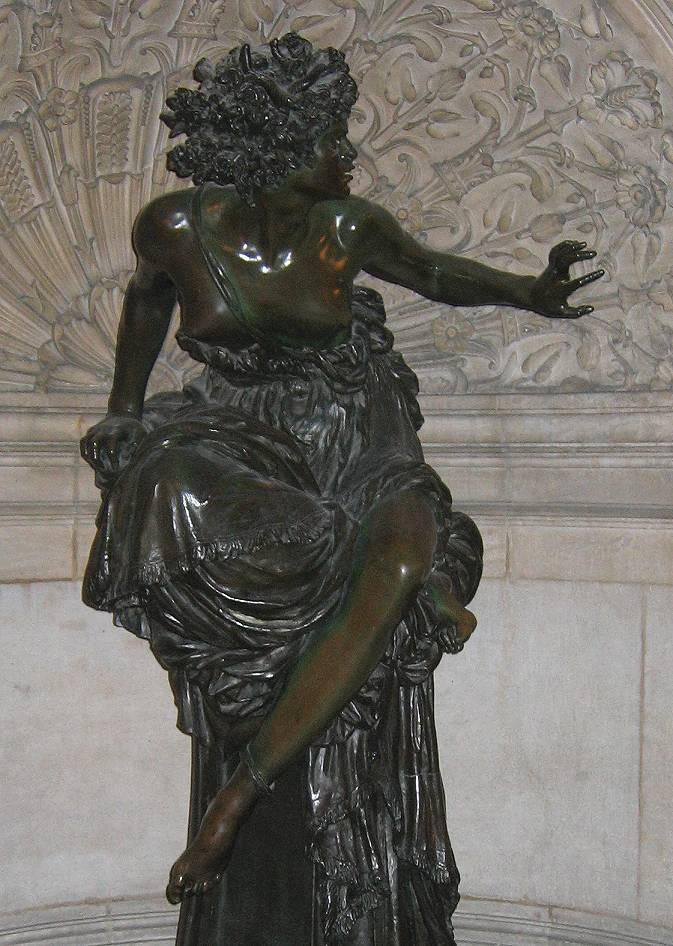
Статуя Пифии в Парижской национальной опере